# Mausolée

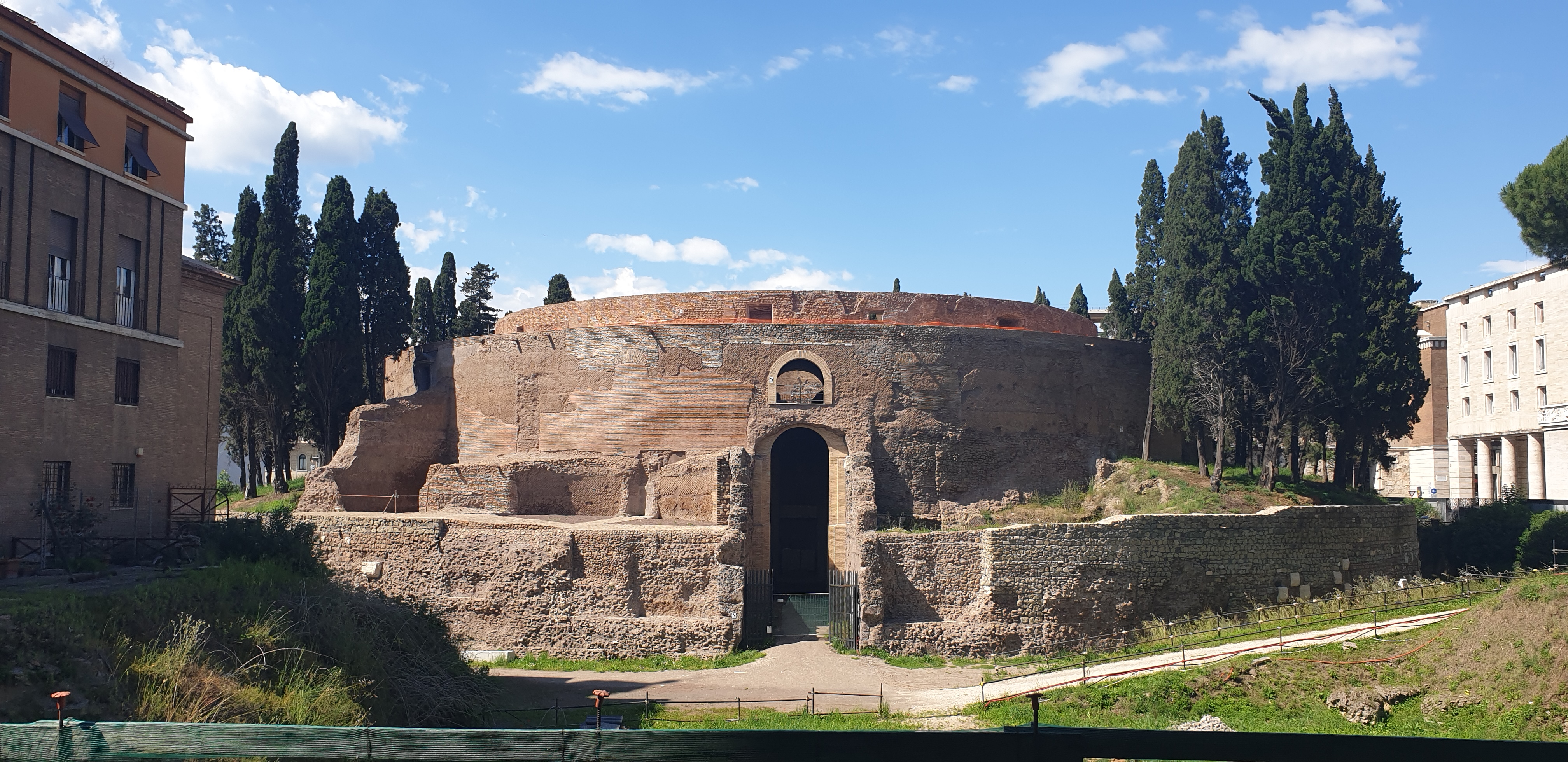
Mausolée d'Auguste à Rome.

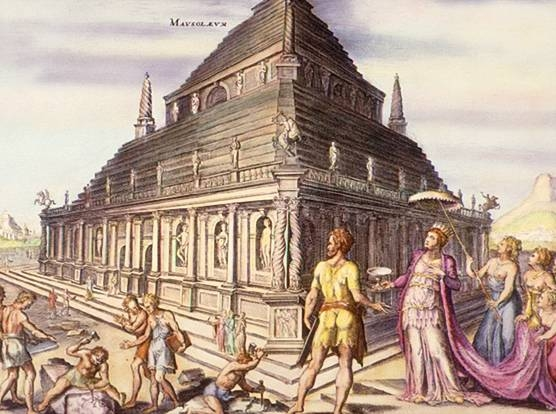
Vue d'artiste par le néerlandais Maarten van Heemskerck du mausolée d'Halicarnasse.

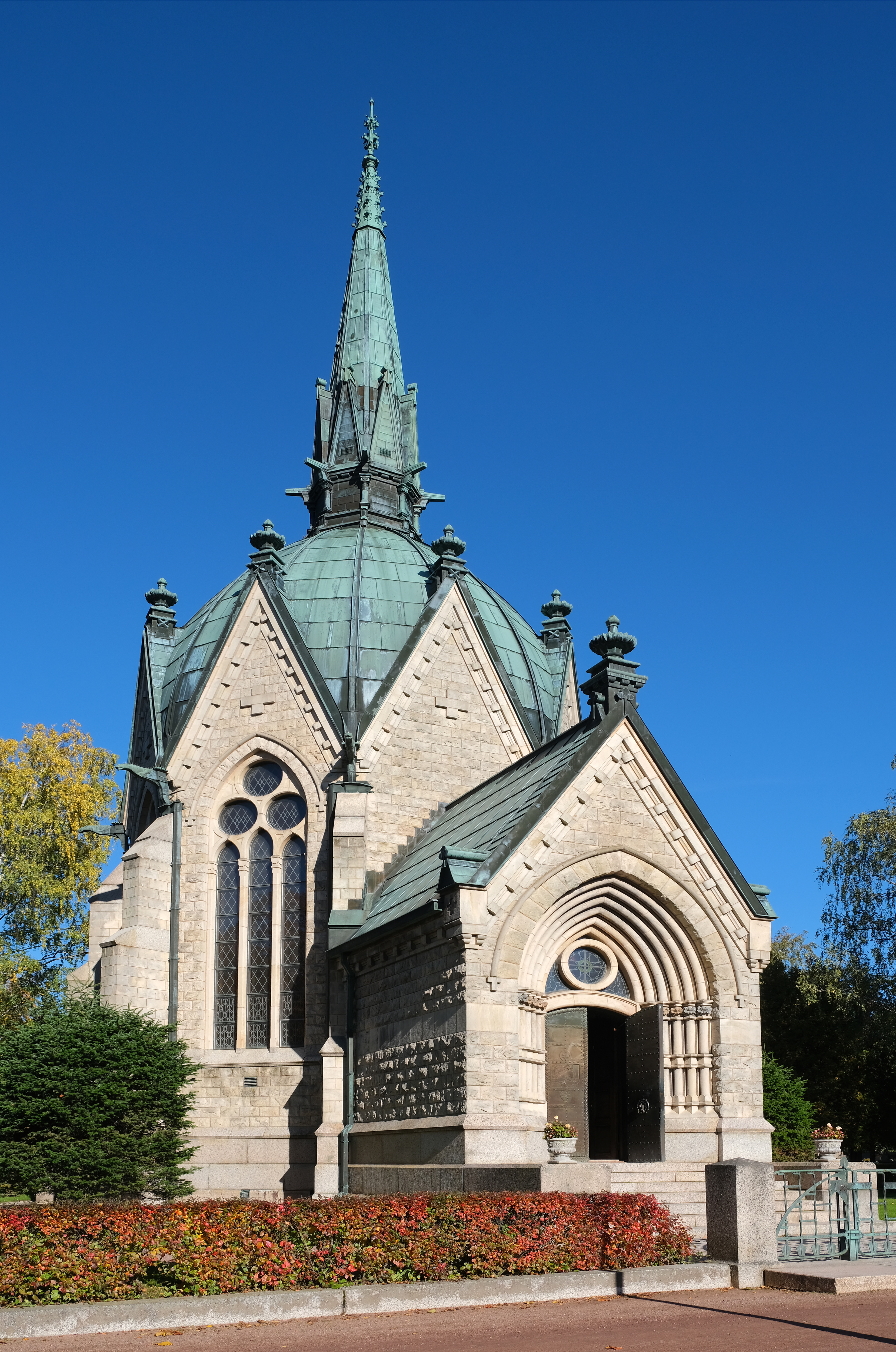
Le mausolée Juselius au cimetière de Käppärä à Pori en Finlande.

Un mausolée est un monument funéraire de grandes dimensions. Il doit son nom au satrape (gouverneur) de la province de Carie en Asie mineure, Mausole, pour qui, au IVe siècle av. J.-C., fut construit un tombeau monumental : le mausolée d'Halicarnasse, considéré comme l'une des Sept Merveilles du monde.
Le mausolée contient le corps du défunt, contrairement au cénotaphe, et est alors considéré comme son tombeau.
Les Anciens Grecs appelaient ce genre de construction architecturale thaumasia (merveilles, prodiges). Ce n'est qu'au XVe siècle que le terme mausoleum passe dans le langage courant.

## Le mausolée dans le monde romain

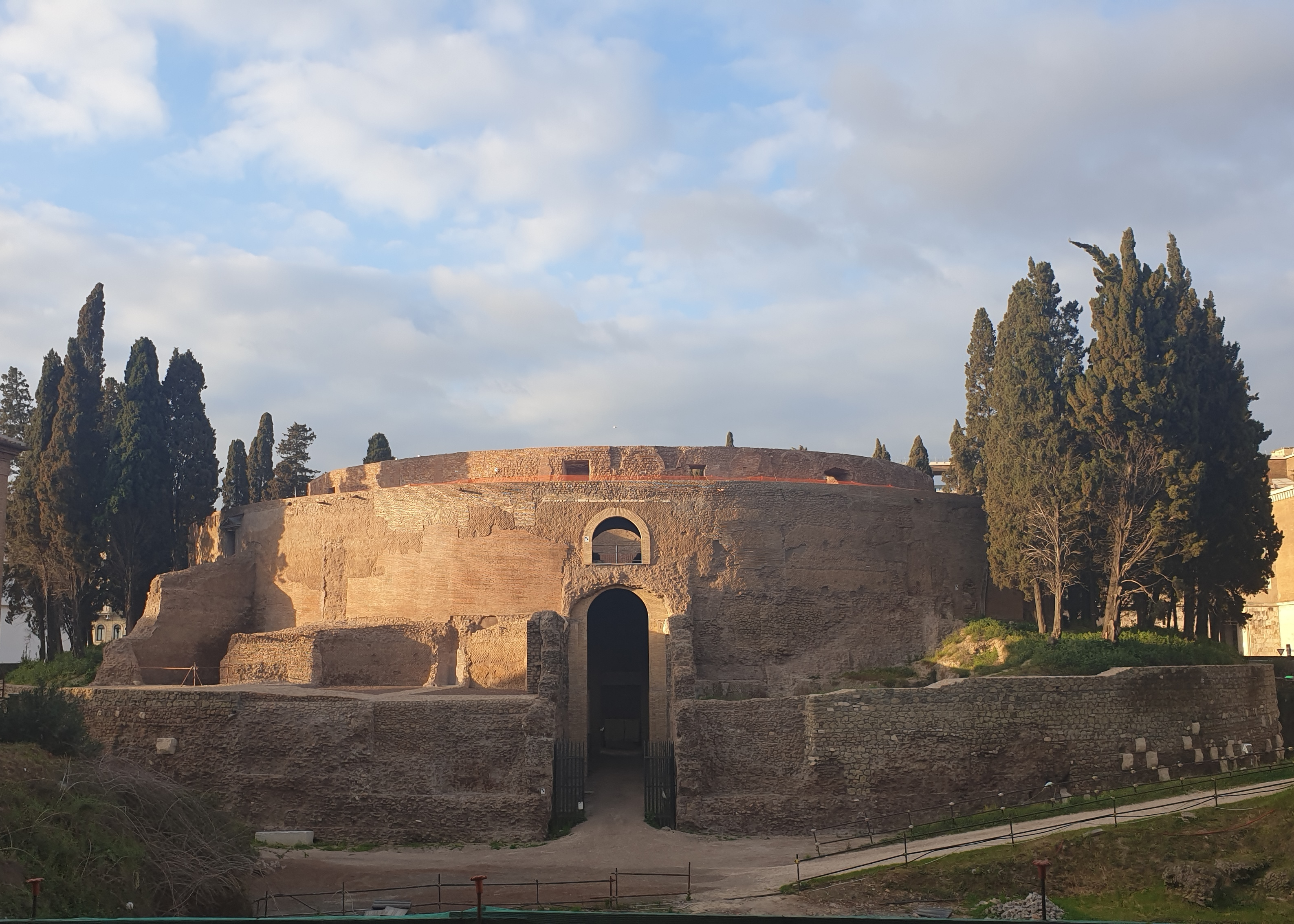
Ruines du mausolée d'Auguste après restauration, construit pour lui-même et les membres de la famille impériale, à partir de 28 av. J. -C, Champ de Mars, Rome, Italie.

À Rome, le tombeau monumental le plus célèbre est le mausolée d'Hadrien (mort en 138), devenu le château Saint-Ange.
Le mausolée d'Auguste se dresse sur le Champ de Mars et est sans doute inspiré du mausolée d'Alexandre le Grand, lequel vit celui de Mausole en -334, ou du moins ne le fit pas détruire lors du siège d'Halicarnasse.
Dès la fin du Ier siècle de notre ère, le modèle architectural du « mausolée-temple » se répand dans les provinces de l'Empire. Leur morphologie rappelle celle des temples de tradition latine : cella, pronaos, façade principale surélevée sur un podium et précédée par un emmarchement.
Le mausolée-temple de Lanuéjols (Lozère) en est un bon exemple.

## Mausolées célèbres

### Mausolées du monde antique
- Mausolée d'Halicarnasse (Turquie)
- le Sôma, mausolée d'Alexandre le Grand (Égypte)
- Mausolée de l'empereur Qin (Chine)
- Mausolée d'Hadrien, actuel château Saint-Ange (Italie)
- Mausolée d'Auguste (Italie)
- Mausolée Royal de Maurétanie ou Tombeau de la Chrétienne (Algérie)
- Mausolée libyco-punique de Dougga (Tunisie)
- Mausolée des Antiques à Glanum (France)
- Mausolée néolithique du cairn de barnenez (France)
- Mausolée de Lanuéjols (France)
- Medracen (Algérie)
- Mausolée de Galla Placidia (Italie)
- Mausolée de Théodoric (Italie)
- Mausolée de Cyrus (Iran)
- Tombeau de Tin Hinan (Algérie)

### Mausolées du monde moderne
- Mausolée d'Abakh Khoja (Kachgar Chine)
- Mausolée de Fakhr ad-Dîn ar-Râzî (Afghanistan)
- Taj Mahal (Agra Inde)
- Tourbet El Bey (Tunisie)

### Mausolées du monde contemporain

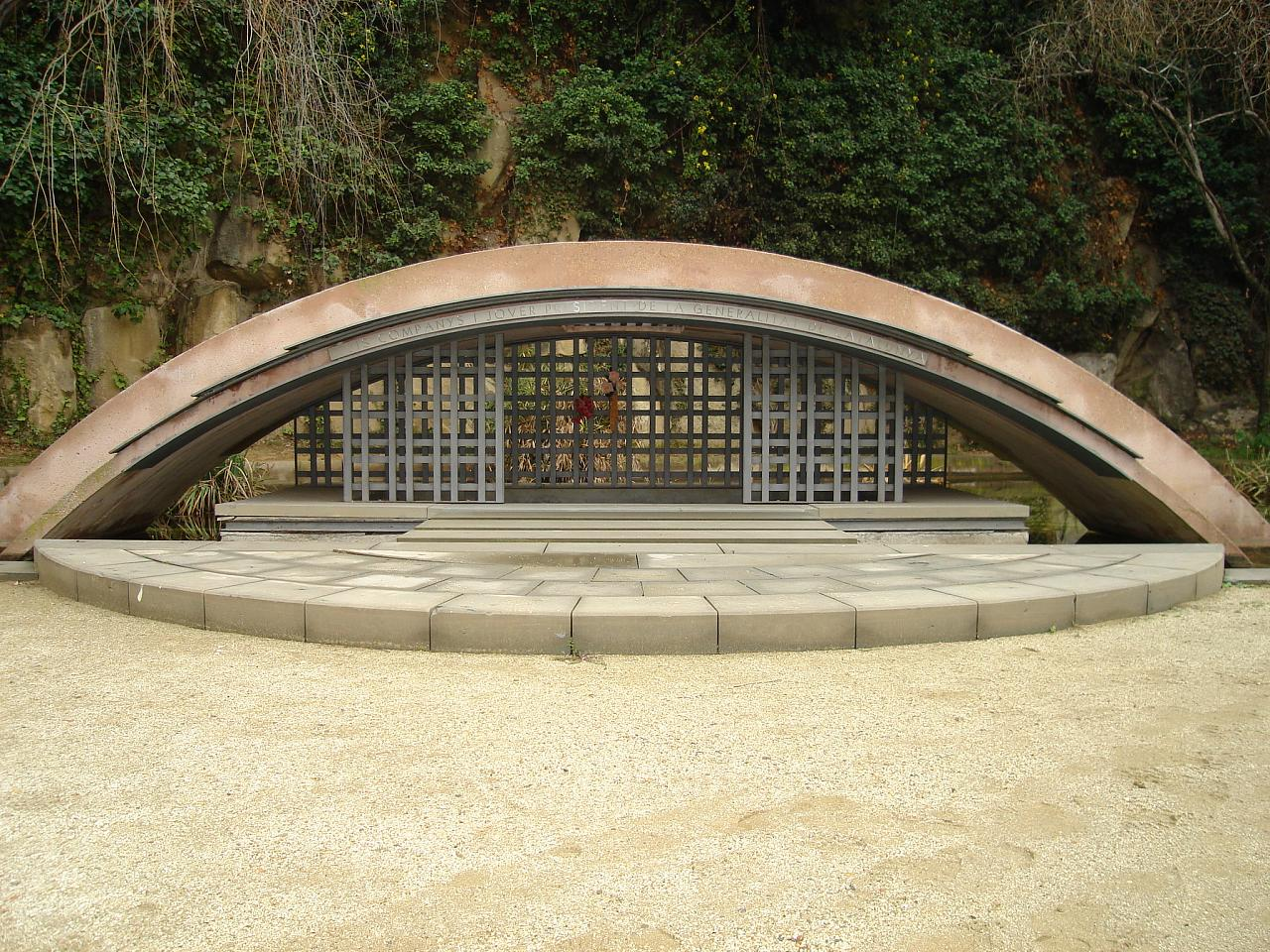
Mausolée de Lluís Companys à Montjuïc (Barcelone), œuvre de Beth Galí (1985).

- Mausolées de Tombouctou (Tombouctou, Mali)
- Mausolée Mohammed V (Rabat, Maroc)
- Mausolée d'Atatürk (Ankara, Turquie)
- Mausolée de Hô Chi Minh (Hanoï, Viêt Nam)
- Mausolée de Cheikh Ahmadou Bamba (Sénégal)
- Mausolée de Lénine (Moscou, Russie)
- Mausolée de Lluís Companys (Barcelone, Espagne)
- Mausolée Sun Yat-sen (Nankin)
- Mémorial de Tchang Kaï-chek (Taipei, Taïwan)
- Mausolée de Dimitrov (Sofia, Bulgarie), détruit en 1999.
- Mausolée de Mao Zedong (Pékin, Chine)
- Mausolée d'Enver Hoxha (Tirana, Albanie)
- Mausolée de Bourguiba (Monastir)
- Mausolée de Curzio Malaparte (Italie)
- Mausolée de Kim Il Sung (Pyongyang, Corée du Nord)
- Mausolée de Sukhbaatar (Oulan-Bator, Mongolie)
- Mausolée de Che Guevara (Santa Clara, Cuba)
- Mausolée de l'ayatollah Khomeini (Téhéran, Iran)
- Phare de Colomb (Santo Domingo Este)
- Mausolée du maréchal de Saxe dans l'Église Saint-Thomas (Strasbourg, France)
- Mausolée de Laurent-Désiré Kabila (Kinshasa, République démocratique du Congo)
- Mausolée de Yasser Arafat (Ramallah, Palestine) / Mouqata'a

## Littérature
- Mausolée, de Rouja Lazarova, où le symbole de l'absurdité du régime communiste bulgare est le mausolée du dirigeant Georgi Dimitrov.
- Dictionnaire de la mort sous la direction de Philippe Di Folco, collection « In Extenso », éd. Larousse, 2010, p. 661,  (ISBN 978-2-03-584846-8).